# Filmfare Awards (2003)
48-я церемония награждения Filmfare Awards проводилась 21 февраля 2003 года, в городе Бомбей. На ней были отмечены лучшие киноработы на хинди, вышедшие в прокат до конца 2002 года.

## Главные награды

### Лучший фильм
Девдас 
- Расплата за всё
- Ты знаешь мою тайну
- Чужой среди своих
- Тайна

### Лучший режиссёр
Санджай Лила Бхансали — Девдас 
- Аббас-Мустан — Ты знаешь мою тайну
- Рам Гопал Варма — Расплата за всё
- Санджай Гупта — Чужой среди своих
- Викрам Бхатт — Тайна

### Лучший актёр в главной роли
Шах Рукх Кхан — Девдас 
- Аджай Девган — Расплата за всё
- Амитабх Баччан — Чужой среди своих
- Бобби Деол — Ты знаешь мою тайну
- Вивек Оберой — Анатомия любви

### Лучшая актриса в главной роли
Айшвария Рай Баччан — Девдас 
- Амиша Патель — Ты знаешь мою тайну
- Бипаша Басу — Тайна
- Каришма Капур — Вернуть сына
- Рани Мукхерджи — Анатомия любви

### Лучшая мужская роль второго плана
Вивек Оберой — Расплата за всё 
- Амитабх Баччан — Опасная игра
- Джеки Шрофф — Девдас
- Моханлал — Расплата за всё
- Санджай Датт — Чужой среди своих

### Лучшая женская роль второго плана
Мадхури Диксит — Девдас 
- Антара Мали — Расплата за всё
- Кирон Кхер — Девдас
- Шилпа Шетти — Родная кровь
- Сушмита Сен — Тревожное ожидание

### Лучшая комическая роль
Пареш Раваль — У любви нет цены 
- Говинда — Свадебный переполох
- Джонни Левер — Ты знаешь мою тайну
- Махеш Манджрекар — Чужой среди своих
- Пареш Раваль — Опасная игра

### Лучшая отрицательная роль
Аджай Девган — Человеческая подлость 
- Акшай Кханна — Ты знаешь мою тайну
- Манодж Баджпаи — Таинственный попутчик
- Нана Патекар — Вернуть сына
- Шабана Азми — Ведьма

### Лучший мужской дебют
Вивек Оберой — Расплата за всё 

### Лучший женский дебют
Эша Деол — Кто спросит у моего сердца? 

### Лучший сюжет
Расплата за всё — Джайдип Сахни 

### Лучший сценарий
Анатомия любви — Мани Ратнам 

### Лучший диалог
Расплата за всё — Джайдип Сахни и Анатомия любви — Гулзар

### Сцена года
Девдас 

### Лучшая музыка к фильму
Анатомия любви — А.Р. Рахман 
- Девдас — Исмаил Дарбар
- Ты знаешь мою тайну — Химеш Решаммия
- Чужой среди своих — Ананд Радж Ананд
- Тайна — Надим-Шраван

### Лучшая песня к фильму
Анатомия любви — Гулзар для Анатомия любви 
- Девдас — Nusrat Badr для Дола Ре Дола
- Ты знаешь мою тайну — Судхакар Шарма для Sanam Mere Ты знаешь мою тайну
- Ты знаешь мою тайну — Судхакар Шарма для Tu Ne Zindagi Main Aa Ke
- Тайна — Самир для Aapke Pyaar Main

### Лучший мужской закадровый вокал
Анатомия любви — Сону Нигам для Анатомия любви 
- Ты знаешь мою тайну — Кэй Кэй для Bardaasht
- Ты знаешь мою тайну — Кумар Сану для sanam mere Ты знаешь мою тайну
- Что подсказало сердце — Шаан для Nikamma
- Мелодия любви — Лаки Али для Aa Bhi Ja

### Лучший женский закадровый вокал
Девдас — Кавита Кришнамуртхи and Shreya Ghoshal для "Дола Ре Дола" 
- Девдас — Кавита Кришнамуртхи для Maar Daala
- Девдас — Shreya Ghoshal для Bairi Piya
- Ты знаешь мою тайну — Alka Yagnik для Sanam Mere Ты знаешь мою тайну
- Тайна — Alka Yagnik для Aapke Pyaar Main

### Лучшая хореография
Девдас — Сарой Кхан — Дола Ре Дола 

### Лучшая операторская работа
Девдас — Бинод Прадхан 

### Лучшая работа художника-постановщика
Девдас — Nitin Chandrakant Desai 

### За влияние в киноиндустрии
Легенда о Бхагате Сингхе — А.Р. Рахман 

### Лучший монтаж
Расплата за всё — Чандан Арора 

### Награда имени Р.Д. Бурмана
Shreya Ghoshal — Девдас 

### Награда за пожизненные достижения
Джитендра и Рекха 

### Лучший звук
Таинственный попутчик 

## Выбор критиков

### Лучший фильм
Легенда о Бхагате Сингхе 

### Лучшая актёр
Аджай Девган для Расплата за всё and Легенда о Бхагате Сингхе 

### Лучшая актриса
Маниша Коирала для Расплата за всё  и  Рани Мукхерджи для Анатомия любви 

## Наибольшее количество номинаций и побед
- Девдас — 10 побед
- Расплата за всё — 7 побед
- Анатомия любви — 6 побед
- Легенда о Бхагате Сингхе — 2 победы
- Человеческая подлость — 1 победа
- У любви нет цены — 1 победа
- Тайна — 7 номинаций